# Dyron Daal
Dyron Daal (ur. 11 października 1983 w Amsterdamie) – piłkarz z Curaçao występujący na pozycji napastnika.

## Kariera klubowa
Daal urodził się w Holandii w rodzinie pochodzenia antylskiego. Seniorską karierę rozpoczynał w 2002 roku w trzecioligowym klubie AFC'34 Amsterdam. Potem grał w rezerwach Stormvogels Telstar oraz FC Omniworld.
W lipcu 2006 roku podpisał kontrakt ze szkockim Aberdeen. W Scottish Premier League zadebiutował 26 sierpnia 2006 roku w wygranym 1:0 pojedynku z Dunfermline Athletic. 16 września 2006 roku w wygranym 2:0 spotkaniu z Falkirk strzelił pierwszego gola w Scottish Premier League. W marcu 2007 został wypożyczony do Dundee F.C., grającego w First Division. W Dundee spędził 1,5 miesiąca.
W lipcu 2007 roku Daal odszedł do klubu St. Johnstone, występującego w First Division. Pierwszy ligowy mecz zaliczył tam 4 sierpnia 2007 roku przeciwko Queen of the South (3:3). W St. Johnstone grał przez pół roku. W sumie rozegrał tam 8 ligowych spotkań. W styczniu 2008 roku przeniósł się do hiszpańskiego CF Fuenlabrada, grającego w Tercera División. W ciągu pół roku zagrał tam w 12 meczach i zdobył jedną bramkę.
W lipcu 2008 wrócił do Szkocji, gdzie podpisał kontrakt z Ross County. Zadebiutował tam 2 sierpnia 2008 w przegranym 1:2 pojedynku z Dundee, w którym zdobył także bramkę. W Ross spędził rok.
W 2009 roku Daal został zawodnikiem australijskiego North Queensland Fury. W A-League pierwszy mecz zaliczył 8 sierpnia 2009 roku przeciwko Sydney FC (2:3). 28 sierpnia 2009 roku w zremisowanym 3:3 spotkaniu z Adelaide United strzelił pierwszego gola w A-League. Graczem Queensland był przez dwa lata. Następnie występował w drużynach South China AA z Hongkongu i CLB Bóng Đá Kiên Giang z Wietnamu, a w 2013 roku przeszedł do belgijskiego KFCO Beerschot Wilrijk. Następnie grał w zespołach RWD Molenbeek oraz KFC Duffel, a w 2018 roku przeszedł do drużyny K Lyra-Lierse Berlaar.

## Kariera reprezentacyjna
W latach 2002–2008 Daal rozegrał siedem spotkań w reprezentacji Antyli Holenderskich. W 2011 roku zagrał także w dwóch meczach reprezentacji Curaçao.